# Croto

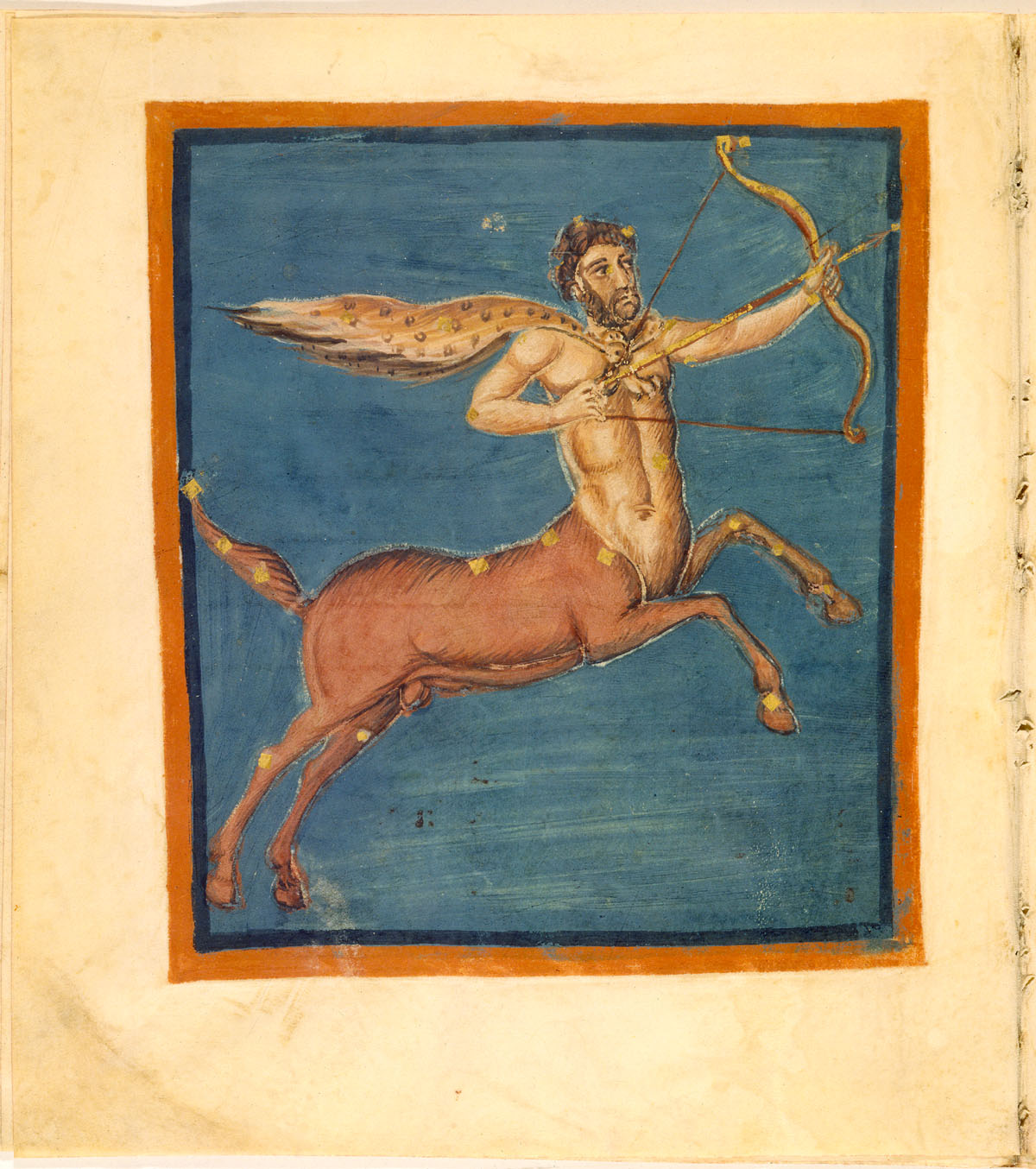
Aratea 52v

En la mitología griega, Croto (Κροτος: «aplauso») es un sátiro hijo de Pan y Eufeme, nodriza de las Musas. 
Croto vivía en el monte Helicón en compañía de las Musas. Inventó el arte de disparar con arco. Mientras escuchaba a las Musas, las alababa con gestos y por medio de una palmada, y sus gestos fueron imitados por otros, por lo que se consideraba que era el inventor del aplauso. 
Las Musas, complacidas por haberse sentido reconocidas por su talento, pidieron a Zeus que pusiera a Croto entre las constelaciones. 